# Serafín de Sarov
Serafín de Sarov (en ruso: Серафим Саровский), en el mundo Про́хор Иси́дорович Мошни́н (Prójor Isídorovich Moshnín) (19 de julio de 1754, Kursk, Rusia - 1833, Sarov, Rusia) fue un monje ortodoxo ruso, un stárets, uno de los santos más venerados en la Iglesia ortodoxa.

## Biografía

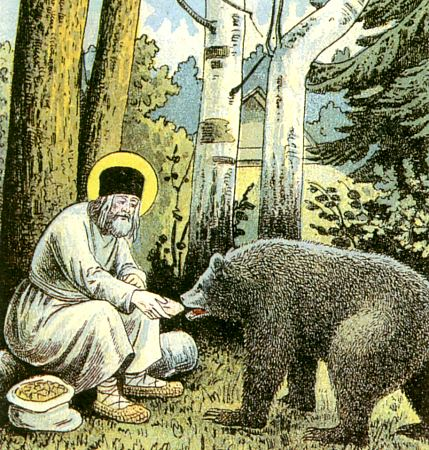
San Serafín y un oso

Siendo niño resultó indemne después de caer de un campanario, más tarde se habría curado de un mal grave por una aparición de la Virgen, y se cuenta que, después de ello, habría adquirido la habilidad de ver a los ángeles. En 1777 ya es un novicio en el monasterio de Sarov. En 1786 tomó los hábitos y recibió el nombre de Serafín.
Durante muchos años llevó una vida de ermitaño en un bosque remoto. Por su vida santa, en 1831, se dice que vio con sus alumnos, por segunda vez en su vida, la aparición de la Virgen acompañada por Juan el Bautista y Juan el Evangelista. Falleció en 1833 mientras oraba arrodillado en su celda en el monasterio de Sarov.
Serafín de Sarov fue beatificado por la Iglesia ortodoxa rusa el 29 de enero de 1903. Sus reliquias descansan en el monasterio de Divéyevo cerca de Nizhni Nóvgorod.

## Influencia
El hieromonje estadounidense Seraphim Rose adoptó su nombre en su ordenación.